# Aegoschema obesum
Aegoschema obesum là một loài bọ cánh cứng trong họ Cerambycidae.